# Fillmore (New York)
Pour les articles homonymes, voir Fillmore.
Fillmore est une census-designated place du comté d'Allegany, dans l'État de New York, aux États-Unis,,. En 2020, elle compte une population de 596 habitants.